# Christ unser Herr zum Jordan kam, BWV 7
Christ unser Herr zum Jordan kam, BWV 7 (Crist, nostre Senyor, va venir al Jordà), és una cantata religiosa de Johann Sebastian Bach, estrenada a Leipzig el 24 de juny de 1724 i destinada a la festivitat de Sant Joan.

## Origen i context
És la tercera del segon cicle de cantates del 1724, iniciat l'11 de juny d'aquest any i conegut com a cantates corals. Per a aquest dia es conserven les cantates BWV 167 i la BWV 30, a més d'una de desapareguda de la que només s'ha trobat el text.
A més de les anomenades festes del Senyor, que incloïa els diumenges, la litúrgia luterana celebrava de manera solemne tres festes de la Mare de Déu –Purificació, Anunciació i Visitació–, les de Sant Joan Baptista i Sant Miquel Arcàngel, i la Festa de la Reforma luterana. El text és d'autor desconegut, basat en l'himne homònim de Luter de l'any 1541, i n'aprofita per al primer i darrer número la primera i setena estrofa, respectivament; mentre que les estrofes centrals han estat transformades en àries i recitatius. El coral que fa de fons musical i textual a la cantata parla del baptisme, relacionat amb la figura del Baptista, però no ho fa amb l'evangeli del dia, dedicat al seu naixement. Es dona el fet que el dia de Sant Joan de 1725, Bach estava inaugurant un orgue a la població de Gera, a uns 60 kilòmetres de Leipzig, i probablement aquesta cantata fou estrenada per un col·laborador seu.

## Anàlisi
Escrita per a contralt, tenor, baix i cor; dos oboès d'amor, corda i baix continu. Consta de set moviments:
1. Cor: Christ unser Herr zum Jordan kam (Crist, nostre Senyor, va venir al Jordà)
2. Ària (baix): Merkt und hört, ihr Menschenkinder (Escolteu atentament, Fills dels Homes)
3. Recitatiu (tenor): Dies hat Gott klar (Déu ens ho ha explicat ben clar)
4. Ària (tenor): Des Vaters Stimme ließ sich hören (La veu del Pare es fa sentir)
5. Recitatiu (baix): Als Jesus dort nach seinen Leiden (Quan Jesús va patir el turment)
6. Ària (contralt): Menschen, glaubt doch dieser Gnade (Homes, tingueu Fe en aquesta gràcia)
7. Coral: Das Aug allein das Wasser sieht (Els ulls només veuen aigua)

El coral inicial insereix, un per un, els versos en una espècie de concert de violí, mentre que les notes de la corda semblen suggerir les aigües del Jordà. La veu de baix de l'ària del segon número és la de Jesús o bé la de Joan dirigint-se als homes en un estil directe, sostinguda només sobre el baix continu amb un conjunt de girs descendents molt ràpids, que representarien el vessament de les aigües del baptisme; l'ària de tenor del número quatre exigeix la intervenció de dos violins concertants i continu, té un aire de giga amb un ritornello de 24 compassos que es repeteix íntegre al final. La primera part del recitatiu següent és narrativa, i la segona són paraules de Jesús, expressades en un airoso; a l'ària de contralt, la veu arrenca en solitari només amb el baix continu que destacat el caràcter admonitori del text, abans de l'entrada dels altres instruments; acaba amb un coral que canta l'última estrofa de l'himne de Luter. Té una durada aproximada d'uns vint-i-cinc minuts.

## Discografia seleccionada
- J.S. Bach: Das Kantatenwerk. Sacred Cantatas Vol. 1. Gustav Leonhardt, King's College Choir Cambridge, David Willcocks (director del cor), Leonhardt-Consort, Paul Esswood, Kurt Equiluz, Max van Egmond. (Teldec), 1994.
- J.S. Bach: The complete live recordings from the Bach Cantata Pilgrimage. CD 26: St Giles' Cripplegate; 23 i 24 de juny de 2000. John Eliot Gardiner, Monteverdi Choir, English Baroque Soloists, Wilke Brummelstroete, Paul Angew, Dietrich Henschel. (Soli Deo Gloria), 2013.
- J.S. Bach: Complete Cantatas Vol. 11. Ton Koopman, Amsterdam Baroque Orchestra & Choir, Annette Market, Christoph Prégardien, Klaus Mertens. (Challenge Classics), 1999.
- J.S. Bach: Cantatas Vol. 22. Masaaki Suzuki, Bach Collegium Japan, Robyn Blaze, Jan Kobow, Peter Kooy. (BIS), 2002.
- J.S. Bach: Church Cantatas Vol. 3. Helmuth Rilling, Gächinger Kantorei, Bach-Collegium Stuttgart, Helen Watts, Adalbert Kraus, Wolfgang Schöne. (Hänssler), 1999.